# 下田村 (愛知県)
下田村（しもだむら）は、愛知県海東郡にあった村。現在のあま市の一部にあたる。

## 地理
蟹江川上流の両岸に位置していた。

## 歴史
- 1889年（明治22年）10月1日、町村制の施行により、海東郡下田村が単独で村制施行し、下田村が発足[1][2]。大字は編成せず[2]。
- 1890年（明治23年）10月1日、海東郡秋竹村、桂村、川部村と合併し、井和村を新設して廃止された[1][2]。合併後、井和村下田となる[2]。

### 地名の由来
島田郷からの転訛か。

## 産業
- 農業[2]